# 콩고 공화국의 국기

콩고 공화국의 국기

콩고 인민공화국의 국기 (1970년 ~ 1991년)

콩고 공화국의 국기는 1958년 5월 18일에 제정되었으며 1991년 6월 10일에 다시 국기로 제정되었다. 국기의 색상인 초록색, 노란색, 빨간색은 범아프리카색인데 초록색은 나라의 풍요로운 삼림 자원과 미래에 대한 희망, 노랑은 풍요로움과 천연 자원을 뜻하며 빨강은 자유를 향한 투쟁과 열정을 뜻한다.
콩고 인민공화국 시대였던 1970년부터 1991년까지 사용된 국기는 소련의 국기를 본떠서 만든 것으로 빨간색 바탕 왼쪽 상단에 노란색 별이 있고 별 아래쪽에는 노란색 망치와 괭이가 교차되어 있다. 문장은 망치와 괭이를 월계수 가지가 감싸고 있는 형태이다. 망치는 노동자를, 괭이는 농민을, 월계수 가지는 승리를, 별은 국가 건설을 의미한다. 냉전 체제의 종식, 공산주의 정권의 붕괴와 더불어 현재의 국기로 환원되었다.

## 색상
| 색상 | 초록               | 노랑                 | 빨강                |
| ---- | ------------------ | -------------------- | ------------------- |
| RGB  | 0–149–67 (#009543) | 251–222–74 (#FBDE4A) | 220–36–31 (#DC241F) |